# John Canton
John Canton [džón kênton], angleški fizik, * 31. julij 1718, Stroud, grofija Gloucestershire, Anglija, † 22. marec 1772, London.

## Življenje in delo
Z devetnajstimi leti se je Canton za pet let odšel učiti za duhovnika. 
Kraljevi družbi je leta 1750 predložil članek o postopku izdelave umetnih magnetov. Zaradi njegovih raziskav na tem področju so ga izbrali za člana Kraljeve družbe. Od Kraljeve družbe je leta 1751 prvikrat prejel Copleyjevo medaljo. Prvi v Angliji je preveril domnevo Benjamina Franklina o povezanosti strele in elektrike. Prispeval je več pomembnih odkritij na področju elektrike.
Leta 1762 in 1764 je objavil rezultate poskusov v zvezi z ovržbo odločitve Akademije v Firencah, da je voda nestisljiva, kar je bilo tedaj splošno sprejeto. Istega leta je drugič prejel Copleyjevo medaljo.
Leta 1768 je opisal pripravo fosforescentne snovi z žganjem ostrig z dodatki žvepla, ki se po njem imenuje Cantonov fosfor.